# Gabrielle Démians d'Archimbaud
Vous lisez un « bon article » labellisé en 2018.
Pour les articles homonymes, voir Demians.
Gabrielle Démians d’Archimbaud, née le 6 septembre 1929 à Quillan (Aude) et morte le 1er août 2017 à Aix-en-Provence, est une archéologue médiéviste française.
Spécialiste des villages médiévaux désertés, des édifices religieux et de la céramique, connue pour ses avancées méthodologiques et pour la fouille du castrum Saint-Jean à Rougiers, qui a fait date, elle est une des fondatrices de l'archéologie médiévale en France et une pionnière de l’étude de la culture matérielle du Moyen Âge. Elle a joué un rôle prépondérant dans l'organisation de l'étude de la céramique au niveau international et a participé à la création de plusieurs associations sur cette thématique.

## Biographie
Fille de Xavier Démians d'Archimbaud et de son épouse née Thilgès, qui s'étaient mariés à Avignon le 25 janvier 1924, Gabrielle Démians d'Archimbaud naît en 1929.

### Formation
Elle obtient l'agrégation d'histoire et géographie, alors réservée aux femmes, en 1957.
Elle entame alors une courte carrière de professeur qui la mène au lycée Georges Clemenceau de Montpellier en 1957-1958 puis au lycée des Prêcheurs à Aix-en-Provence de 1958 à 1960. En 1959, elle obtient une charge de cours à la Faculté de Lettres d'Aix-en-Provence et remplace Fernand Benoit. Elle devient la première femme enseignante dans la Faculté des Lettres d'Aix-en-Provence. Elle est nommée assistante en 1960. L'université d'Aix est alors en train de s'imposer comme un des centres majeurs de la recherche historique médiévale sous l'impulsion de Georges Duby qui y enseigne de 1951 à 1970. Elle bénéficie de son appui ainsi que du soutien de Jean Hubert, qui lui confie l'accompagnement archéologique des campagnes de restauration de la basilique Saint-Victor à Marseille, et de Michel de Boüard,.
Elle choisit à partir de 1961 de se consacrer à l'archéologie médiévale, une discipline alors en cours de formation. Elle s'inspire des travaux développés dès les années 1950 en Europe de l'Est, plus particulièrement en Pologne et au Royaume-Uni. Elle se forme sur le terrain aux nouvelles problématiques et à la maîtrise des vastes surfaces de terrain : elle participe aux fouilles d'Upton (Gloucestershire) en juillet 1960, s'initie aux techniques et méthodes développées par le Centre d'histoire de la culture matérielle de Varsovie en juillet-août 1961, visite des chantiers en Allemagne et notamment à Cologne, fouille avec des préhistoriens et notamment Henry de Lumley avec lequel elle collabore à l'étude de la grotte de l'Hortus (Hérault). Elle participe également à l'enquête sur les villages désertés menée par la VIe section de l'École pratique des hautes études qui aboutit à une publication en 1965. Trois ans auparavant, elle publie son tout premier article dans la revue Annales de l'École : L'archéologie du village médiéval : exemple anglais et expérience provençale,,.

### Des fouilles d'envergure pour fonder une discipline

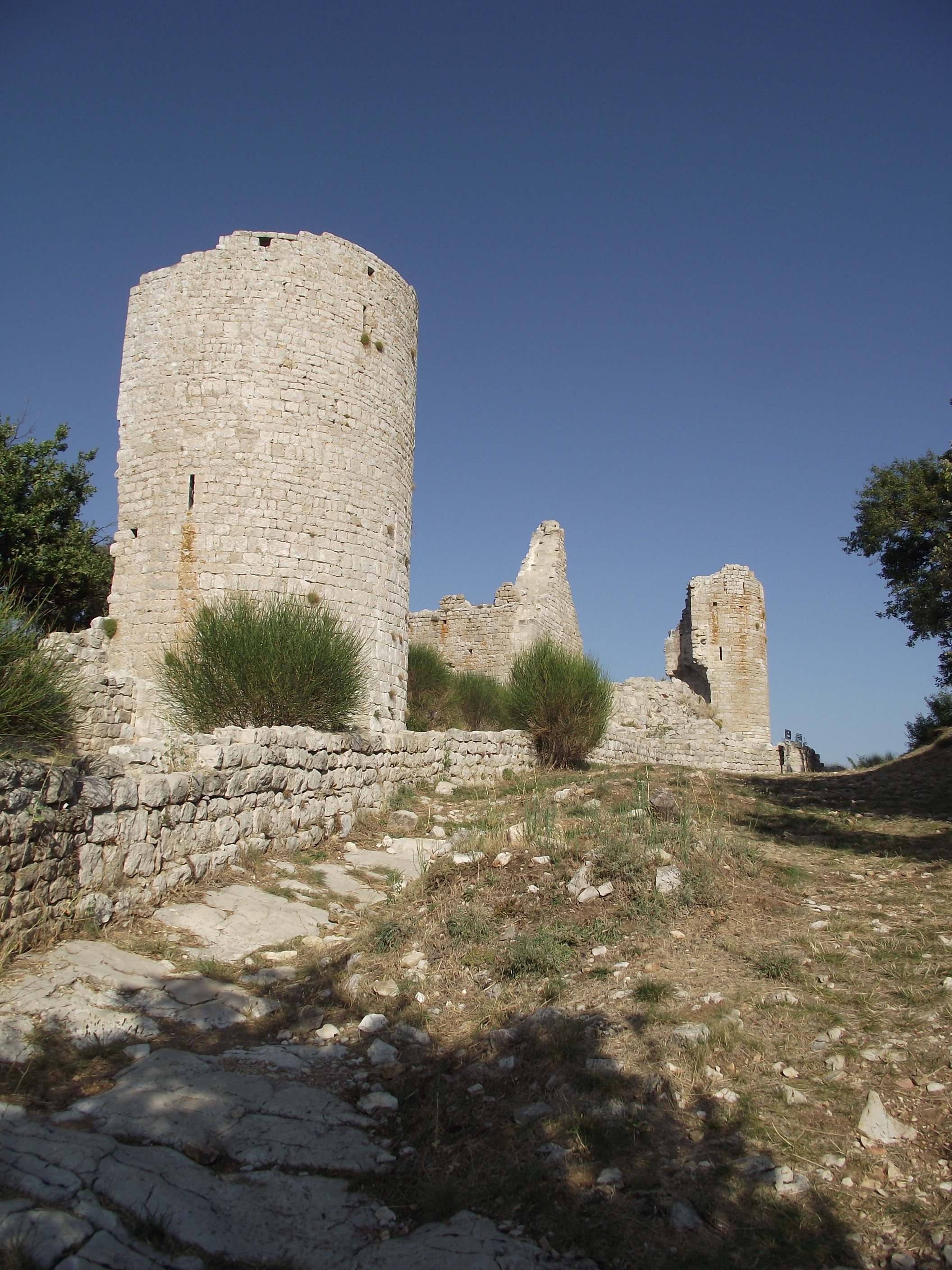
Lices, courtine et tours de l'enceinte extérieure du castrum Saint-Jean à Rougiers

Les principales opérations archéologiques de terrain de Gabrielle Démians d'Archimbaud sont les fouilles du castrum Saint-Jean de Rougiers (Var) de 1961 à 1968, qui connaît un important succès historiographique, de la chapelle de La Gayole à La Celle (Var) entre 1964 et 1972 au moyen desquelles elle aborde les origines de la christianisation des campagnes, de l'abbaye Saint-Victor de Marseille en 1970-1978 et son évolution complexe, de l'oppidum de Saint-Blaise à Saint-Mitre-les-Remparts (Bouches-du-Rhône) en 1980-1984, sujet d'une enquête sur les mutations des formes d'habitat entre l'Antiquité tardive et le haut Moyen Âge, de la cathédrale Notre-Dame-du-Bourg à Digne (Alpes-de-Haute-Provence) de 1983 à 2004, qui offrent un dossier d'envergure sur l'étude de l'évolution des cathédrales. L'archéologue s'attache, par l'intermédiaire d'entreprises monographiques, et au moyen de fouilles extensives, à comprendre des processus historiques sur l'ensemble du Moyen Âge
Le castrum Saint-Jean de Rougiers est la première fouille française d'un habitat rural du bas Moyen Âge,. L'archéologue campe sur place, dans la forêt, lors des différentes campagnes et dirige des ouvriers des mines de bauxite recrutés pour leur capacité à assumer de lourdes tâches et de dangereuses contraintes matérielles. Les résultats de la fouille sont l'objet de sa thèse d'État, menée sous la direction de Georges Duby, soutenue en 1978, et dont les six volumes sont repris dans un ouvrage de référence publié en 1981,. Il s'agit de la première publication archéologique française renseignant sur tous les aspects d'une fouille à grande superficie. Peu après sa parution, l'archéologue Pierre-Jean Trombetta, tout en notant quelques petits défauts ou manques, salue « le caractère fondamental de cet ouvrage » et note que le chapitre consacré à la céramique « fondera pour longtemps les études céramologiques méditerranéennes, tant sur le plan typologique que chronologique ». Gabrielle Démians d'Archimbaud et l'équipe qu'elle a constituée pour l'exploitation des données en laboratoire accordent un intérêt tout particulier au vécu quotidien des populations du site, occupé entre la fin du XIIe siècle et le début du XVe siècle. L'évolution du village, en fonction des données politiques, démographiques et économiques, est ainsi documentée, de même que le mode de vie grâce au témoignage du mobilier archéologique, qui renseigne sur les gestes du quotidien — toilette, alimentation, chasse, jeux, piété — et les activités agricoles et artisanales. Cette documentation déconcerte à cette époque nombre d'historiens,. Les fouilles du castrum Saint-Jean à Rougiers marquent durablement les historiens médiévistes, à une époque où ceux-ci commencent à percevoir en l'archéologie un moyen de renouveler les sources et les questionnements. Elles apparaissent comme un « modèle idéal » malgré leur caractère pionnier ainsi que l'expriment Jean Chapelot et Robert Fossier en 1980 :
«  Le village fouillé à Rougiers est, à plusieurs points de vue, d'un intérêt exceptionnel : d'abord parce que son étude, amorcée dès 1961 par Gabrielle Démians d'Archimbaud […] était, à cette date, la première entreprise moderne de fouille d'un village médiéval en France ; ensuite parce qu'encore actuellement ce site reste le plus gros effort archéologique français visant à explorer aussi exhaustivement que possible un site rural médiéval, par ailleurs d'une grande ampleur et d'une certaine complexité ; enfin parce que cet habitat, par la durée de son occupation, par la richesse du matériel archéologique, la finesse et la qualité des observations faites lors de la fouille, le contexte régional enfin où il se situe, est d'une importance considérable. »

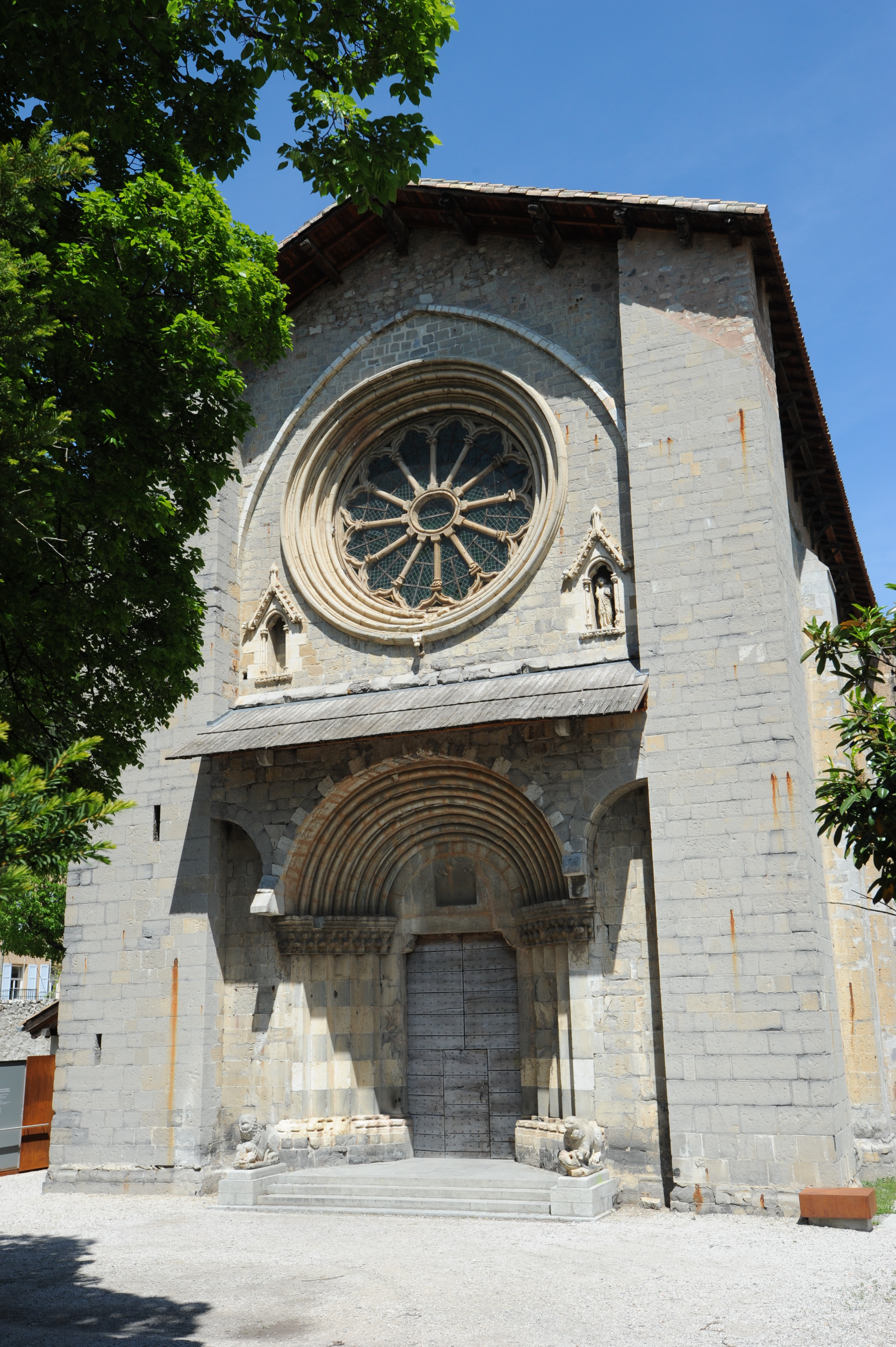
Façade ouest de la cathédrale Notre-Dame-du-Bourg de Digne-les-Bains.

La qualité des protocoles méthodologiques mis en place par Gabrielle Démians d'Archimbaud sur ses fouilles est reconnue à l'échelle nationale et plusieurs de ses coupes stratigraphiques accompagnées de leurs commentaires sont reproduites dans le manuel d'archéologie de Michel de Boüard. Elle porte une grande attention aux problématiques de datation des découvertes : elle y est tout particulièrement confrontée lors des fouilles de Rougiers du fait de l'absence de référentiel régional pour la datation du mobilier, notamment céramique. Plus tard, lors de fouilles dans la cathédrale Notre-Dame-du-Bourg de Digne, elle intègre à sa méthodologie l'usage des datations au radiocarbone. L'archéologue noue très tôt des liens avec des équipes de scientifiques dites des sciences dures. Elle confie à Raymond Boyer et à son équipe du laboratoire d'archéo-anthropologie de Draguignan l'étude de plusieurs sépultures privilégiées découvertes à l'abbaye Saint-Victor de Marseille, engage des collaborations avec Maurice Picon, directeur du Laboratoire de Céramologie de Lyon pour l'étude archéométrique des pâtes des céramiques, leur caractérisation et la recherche de leur provenance. L'intérêt de Gabrielle Démians d'Archimbaud pour la céramique, le verre et le métal, qui suscite le scepticisme ou l'ironie de certains historiens, la conduit à s'intéresser à l'histoire des techniques et des sociétés artisanales. Elle intègre à son travail à la fois les données issues des sources écrites et iconographiques mais aussi les résultats d'enquêtes ethnologiques et ethnoarchéologiques réalisées dans le bassin méditerranéen,. Elle est considérée comme une des fondatrices de l'archéologie médiévale en France et l'une des pionnières de l'étude de la culture matérielle du Moyen Âge.

### Une activité d'encadrement et d'enseignement de la recherche
Gabrielle Démians d'Archimbaud est nommée assistante à l'université de Provence en 1960. Georges Duby la soutient et lui confie le premier volume de sa « Collection U : série Histoire médiévale », consacré à une Histoire artistique de l’Occident médiéval. Elle y montre sa méthode de travail alliant archéologie et histoire de l'art. À sa sortie en 1968, l'historien de l'art Francis Salet salue un manuel d'enseignement complet, synthétique, clair et dont les dessins au trait permettent de le vendre à un prix modeste aux étudiants. A contrario, l'historien français Jacques Gardelles regrette le cadre trop étriqué donné à l'auteur qui aboutit à des manques et à une iconographie trop peu nombreuse. Peu après sa troisième édition, refondue et complétée, parue en 1992, selon Alain Dierkens, professeur ordinaire à l'ULB, ce manuel constitue encore, vingt-sept ans plus tard, « la meilleure introduction à l'histoire de l'art du Moyen Âge ».
Professeur à partir de 1978 ou 1979 — signe de la reconnaissance du milieu universitaire à l'époque très masculin —, directrice du département d'Histoire de l'Art à partir de 1990, elle poursuit à l'université d'Aix-en-Provence toute sa carrière jusqu'à sa retraite en octobre 1994. Elle assure la direction de nombreux mémoires de maîtrises, de DEA et de 31 thèses, dirige pendant vingt ans le séminaire de 3e cycle,. Son enseignement d'Histoire de l'Art s'ingéniait à intégrer l'archéologie, « dans un effort, qui apparaît a posteriori malheureusement voué à l'échec, de tenir tissés entre eux les fils de ce qu'elle considérait comme une même discipline » selon Michel Fixot. Sa nomination comme Professeur par ses pairs est ressentie comme un sacrement, chose qu'elle a longtemps recherchée, et l'ayant entraîné à cultiver une certaine réserve envers des chercheurs aux thématiques plus classiques et l'ayant reçu.

### Fédérer la recherche
Gabrielle Démians d’Archimbaud obtient, en 1966, la reconnaissance de l'archéologie médiévale au sein de l'université de Provence et, en 1967, en prenant appui sur la fouille de Rougiers, la création du Laboratoire d'archéologie médiévale d'Aix — plus tard Laboratoire d'archéologie médiévale et moderne en Méditerranée —, hébergé par l'université, qui est intégré au CNRS en 1970. Ce laboratoire est alors le deuxième grand centre de l'archéologie médiévale en France après celui de Caen. Elle le dirige de 1969 à 1987,,,.
Gabrielle Démians d'Archimbaud participe au lancement de la grande revue scientifique Archéologie médiévale en 1971. Elle fonde et dirige, au sein du CNRS, le Groupement de recherches coordonnées d'archéologie médiévale pour organiser les chercheurs autour de grandes thématiques. Il en résulte plusieurs publications. Une partie du matériel céramique découvert à Rougiers, issu d'importations lointaines, l'amène à réaliser plusieurs missions à l'étranger,. Elle joue rapidement un rôle déterminant dans l'organisation des études céramologiques dans l'espace méditerranéen, dans le cadre de questionnements sur les sources d'influences et les échanges, et entretient de nombreux contacts avec des chercheurs institutionnels ou privés et des conservateurs de musées en Italie, en Espagne et en Afrique du Nord,.
Elle codirige en 1978, avec Maurice Picon, le premier colloque international sur la céramique médiévale en Méditerranée occidentale. Après plusieurs colloques bisannuels similaires est créée, en 1990, à son initiative, l'Association internationale pour l'étude de la céramique médiévale (AIECM) — le terme « moderne » est ajouté plus tard — qu'elle préside jusqu'en 2006. Onze livres collectifs sont publiés,. Elle est également à l'origine de la création de l'association CATHMA (Céramiques de l'Antiquité tardive et du Haut Moyen Âge), qui tient ses origines dans les découvertes faites lors des fouilles de l'abbaye Saint-Victor de Marseille et de l'oppidum de Saint-Blaise,.

### Diffuser la recherche

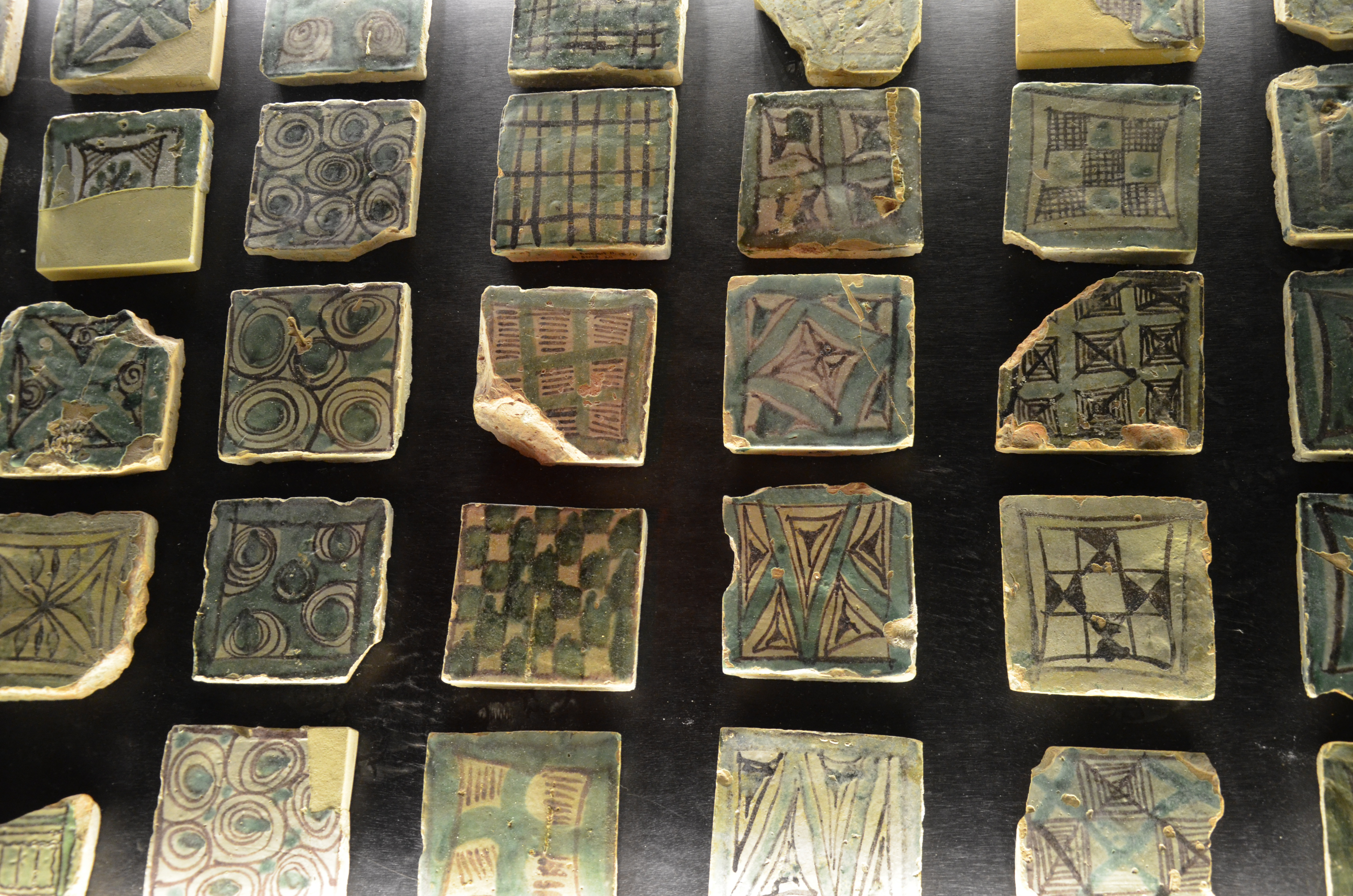
Carreaux de pavements du XIVe siècle au Palais des papes d'Avignon

Dès les années 1970, Gabrielle Démians d'Archimbaud cherche également à diffuser l'information scientifique auprès du grand public, tout d'abord avec la mise en valeur du site du castrum Saint-Jean à Rougiers et la publication d'un parcours de visite, l'aménagement du musée de la commune, mais aussi la création d'une crypte archéologique dans la cathédrale Notre-Dame du Bourg à Digne. Elle organise également plusieurs expositions dont les plus significatives sont Art roman de Provence, en 1977, et Aujourd'hui le Moyen Âge : archéologie et vie quotidienne en France méridionale, itinérante de 1981 à 1983. Elle assure, en 1995, le commissariat scientifique de trois importantes expositions internationales. Une première, Le Vert et le Brun, de Kairouan à Avignon, céramiques du Xe au XVe siècle, tenue à Marseille, est une synthèse sur l'apparition des faïences en Méditerranée. Une seconde, Petits carrés d'Histoire, pavements et revêtements muraux dans le midi méditerranéen du Moyen Âge à l'époque moderne, organisée à Avignon, met en lumière les revêtements en faïence et terre vernissée, jusqu'alors peu connus. La troisième, Terres de Durance, céramiques de l'Antiquité aux temps modernes, à Digne, traite d'une importante zone de production médiévale documentée par les fouilles, les sources écrites et l'iconographie.
Elle meurt le 1er août 2017.

## Famille
Gabrielle Démians d'Archimbaud est la nièce de la romancière Mathilde Démians d'Archimbaud, qui a obtenu le prix Jules Davaine en 1918 et en 1927 et qui est la fille de Gabriel Démians et de son épouse Camille Bonaud d'Archimbaud,.

## Distinctions
Actrice majeure de l'archéologie médiévale en France, Gabrielle Démians d'Archimbaud a vu sa carrière scientifique récompensée par le titre de Chevalier dans l'ordre des Arts et des Lettres en janvier 1989 — elle est promue Officier en février 2016 —, par le Grand prix national d'archéologie en décembre 1989, par sa nomination comme membre du Conseil national des universités de 1984 à 1987 et du Conseil supérieur de la recherche archéologique de 1990 à 1994,. Elle a siégé aussi dans les comités de direction de deux revues scientifiques, Archéologie médiévale et Archéologie du Midi médiéval,.

## Publications (sélection)
- Gabrielle Démians d'Archimbaud, « L'archéologie du village médiéval : exemple anglais et expérience provençale », Annales. Histoire, Sciences sociales, vol. 17, no 3,‎ 1962, p. 477-488 (ISSN 1953-8146, DOI 10.3406/ahess.1962.420849, lire en ligne)
- Gabrielle Démians d'Archimbaud, « Remarques sur une méthode d'interprétation chronologique des céramiques trouvées en fouille », dans Atti del VIe Convegno internazionale della ceramica, Florence, All’Insegna del Giglio, 1974, 240 p., p. 31-42
- Gabrielle Démians d'Archimbaud et Michel Fixot, « L'organisation de la campagne en Provence occidentale : indices archéologiques et aspects démographiques », Provence historique, vol. XXVI, no 107,‎ 1977, p. 3-23 (ISSN 2557-2105, lire en ligne)
- (en) Gabrielle Démians d'Archimbaud (dir.) et Maurice Picon (dir.), La céramique médiévale en méditerranée occidentale : Xe – XVe siècles : Valbonne, 11-14 septembre 1978, Paris, CNRS, 1980, 465 p. (ISBN 2222025753)
- Gabrielle Démians d'Archimbaud, Jacques Thiriot et Lucie Vallauri, Céramiques d'Avignon. Les fouilles de l'hôtel de Brion et leur matériel, Avignon, Aubanel, coll. « Mémoires de l'Académie de Vaucluse » (no 7-1), 1980, XV-185 p.
- Gabrielle Démians d'Archimbaud, Les fouilles de Rougiers : Contribution à l'archéologie de l'habitat rural médiéval en pays méditerranéen, Paris, CNRS, 1981 (réimpr. 2010), 724 p. (ISBN 978-2-271-07038-8)
- Gabrielle Démians d'Archimbaud, Histoire artistique de l'Occident médiéval, Paris, Colin, 1992, 3e éd. (1re éd. 1962), 355 p. (ISBN 2-200-31304-7)
- Gabrielle Démians d'Archimbaud (dir.), L’oppidum de Saint-Blaise du Ve au VIIe siècle (Bouches-du-Rhône), Paris, Maison des sciences de l'homme, coll. « Documents d’Archéologie Française » (no 45), 1994, 260 p. (ISBN 2-7351-0503-2)
- Gabrielle Démians d'Archimbaud, « Les fouilles de l'ancienne cathédrale de Digne : état des questions », Comptes rendus de l'Académie des inscriptions et belles-lettres,‎ 2001, p. 409-438 (ISSN 1969-6663)
- Plusieurs articles, dont « baptistère », « basilique », « cathédrale », « clocher », « cloître » et « crypte », dans Claude Gauvard (dir.), Alain de Libera (dir.) et Michel Zinc (dir.), Dictionnaire du Moyen Âge, Paris, Presses universitaires de France, 2002, L-1548 p. (ISBN 9782130530572)
- Gabrielle Démians d'Archimbaud, Jean-Pierre Pelletier, Francesco Flavigny et François Barré, Notre-Dame-du-Bourg à Digne : fouilles, restauration et aménagements liturgiques, une chronique monumentale de 20 siècles, Digne-les-Bains, Plan patrimoine antique, 2010, 133 p. (ISBN 2-912450-13-6)